# 克利姆森山
46°59′00″N 8°15′00″E / 46.983247°N 8.250119°E

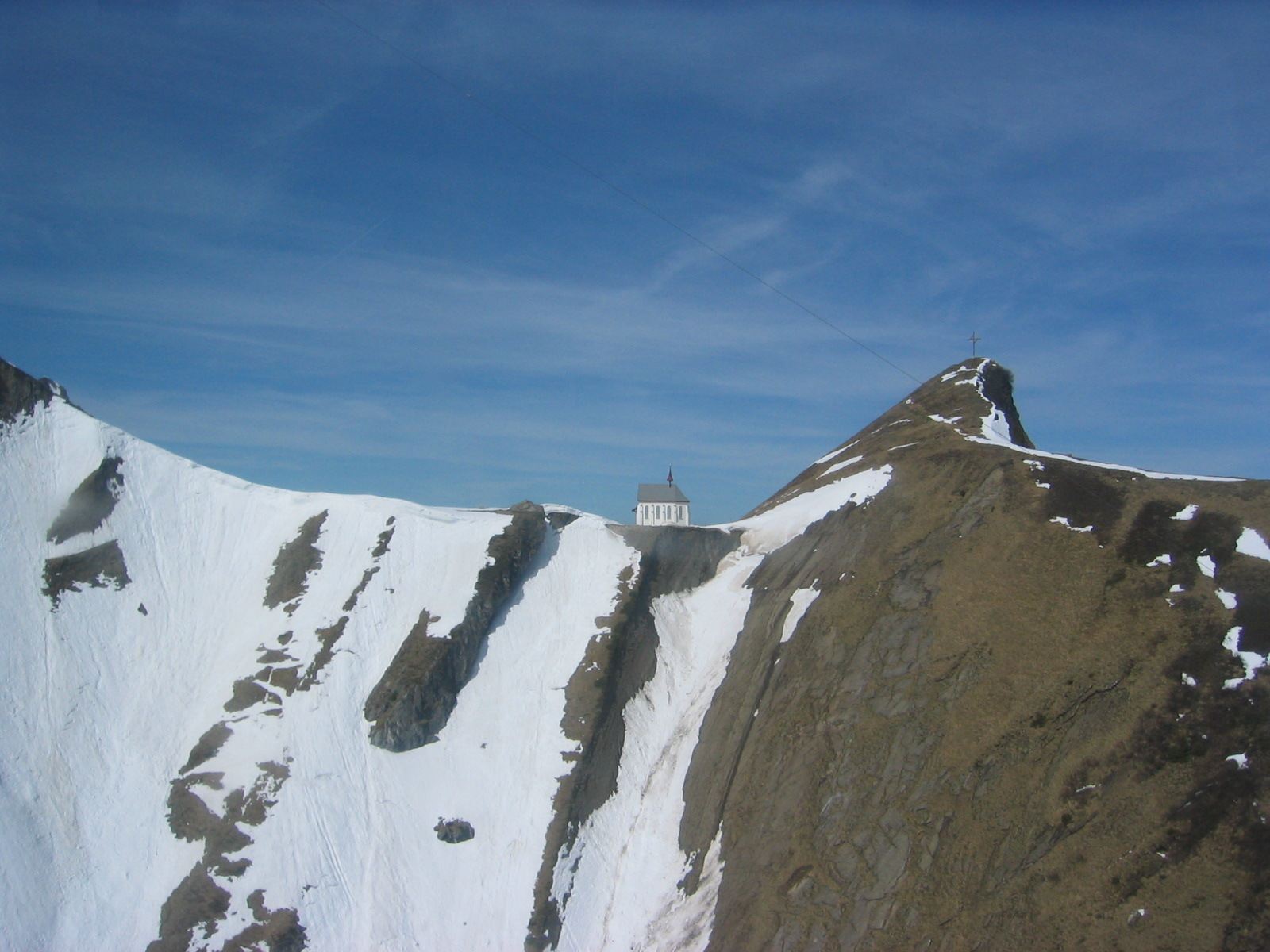

克利姆森山（德語：Klimsenhorn），是瑞士的山峰，位於該國中部，由下瓦爾登州負責管轄，屬於皮拉圖斯峰的一部分，海拔高度1,907米，每年平均降雨量2,465毫米。